# Boys Like Girls (álbum)
Boys Like Girls é o álbum de estréia homônimo da banda Boys Like Girls, lançado em 22 de agosto de 2006. O primeiro single do álbum foi "Hero/Heroine", seguido de "The Great Escape". Depois foram lançados um relançamento de Hero/Heroine e Thunder.
Boys Like Girls foi certificado Ouro nos Estados Unidos, por vendas acima de 500.000 cópias.

## Faixas
Todas as faixas por Martin Johnson, exceto onde anotado.
1. "The Great Escape" (Martin Johnson, Sam Hollander, Dave Katz) - 3:28
2. "Five Minutes to Midnight" (Johnson, Hollander, Katz) – 3:47
3. "Hero/Heroine" – 3:52
4. "On Top of the World" – 3:36
5. "Thunder" (Johnson, Paul DiGiovanni) – 3:56
6. "Me, You and My Medication" (Johnson, Bleu) – 4:28
7. "Up Against the Wall" (Johnson, Hollander, Katz) – 3:39
8. "Dance Hall Drug" – 3:29
9. "Learning to Fall" (Johnson, Hollander, Katz) – 3:04
10. "Heels Over Head" – 3:08
11. "Broken Man" – 3:31
12. "Holiday"  – 5:08

Faixas bónus da Edição Deluxe
1. "Hero/Heroine" (versão acústica)
2. "Hero/Heroine" (Tom Lord-Alge Mix)
3. "Heels Over Head" (Tom Lord-Alge Mix)

| Críticas profissionais                                                      | Críticas profissionais |
| Avaliações da crítica                                                       | Avaliações da crítica  |
| Fonte                                                                       | Avaliação              |
| --------------------------------------------------------------------------- | ---------------------- |
| AbsolutePunk.net                                                            | (65%)                  |
| allmusic                                                                    | [ 3 ]                  |
| Sputnikmusic.com                                                            | [ 4 ]                  |
| IGN                                                                         | (68%)                  |
| Esta tabela precisa de ser acompanhada por texto em prosa. Consulte o guia. |                        |

## Paradas musicais
| Parada (2006-2007)        | Melhor posição |
| ------------------------- | -------------- |
| Billboard 200             | 55             |
| Billboard Top Rock Albums | 14             |
| Billboard Top Heatseekers | 1              |